# El Barco de Ávila
El Barco de Ávila település Spanyolországban, Ávila tartományban. El Barco de Ávila Navatejares, Los Llanos de Tormes, San Lorenzo de Tormes, El Losar del Barco és La Carrera községekkel határos. Lakosainak száma 2297 fő (2024).

## Népesség
A település népessége az utóbbi években az alábbiak szerint változott:
| Lakosok száma | 2609 | 2425 | 2673 | 2721 | 2729 | 2652 | 2474 | 2312 | 2298 | 2297 |
|               | 2001 | 2004 | 2006 | 2009 | 2011 | 2014 | 2016 | 2019 | 2021 | 2024 |